# Айзенберг, Григорий Захарович
Григо́рий Заха́рович Айзенбе́рг (1904 — 1994) — советский  учёный в области электродинамики и связи. Лауреат Ленинской и Государственной премий СССР.

## Биография
Родился 4 (17 декабря) 1904 года в Тимковичах (ныне Копыльского района Минской области Белоруссии). 
Окончив в 1930 году Одесский политехнический институт, Григорий Айзенберг работал в НИИ Радио вначале — начальником лаборатории, а затем более 30 лет — начальником антенного отдела. В 1958—1988 годах Г. З. Айзенберг возглавлял кафедру технической электродинамики и антенн Московского электротехнического института связи. Доктор технических наук, профессор
Умер 31 марта 1994 года. Похоронен в Москве на Востряковском кладбище.

## Вклад в науку
Г. З. Айзенберг внёс огромный вклад в развитие теории и техники антенных устройств. На основе его научных идей, под его руководством и при непосредственном участии созданы и широко внедрены на радиоцентрах СССР оригинальные антенно-фидерные устройства практически для всех диапазонов частот — для УКВ, уникальный комплекс средневолновых антенн бегущей волны «Заря» (реализовано больше десятка крупномасштабных проектов), а также для магистральных радиорелейных и тропосферных линий связи, в том числе по пассивным ретрансляторам.

## Общественная работа
Наряду с многогранной научной и педагогической деятельностью Г. З. Айзенберг много сил и времени отдавал общественной работе. Он был членом редакционного совета издательства «Радио и связь», редколлегии журнала «Радиотехника» и сборника «Антенны», членом президиума Всесоюзного координационного совета по антенной технике, председателем секции Научно-технического совета по проблемам антенно-фидерной техники и распространения радиоволн минсвязи СССР, членом комитета по присуждению Ленинских и Государственных премий СССР.

## Награды и премии
- Заслуженный деятель науки и техники РСФСР
- Сталинская премия третьей степени (1947) — за разработку антенн верхнего питания и антенн с регулируемым распределением тока
- Ленинская премия (1956) — за разработку и внедрение уникальных коротковолновых антенн для вещания на зарубежные страны
- Государственная премия СССР (1980) — за разработку и внедрение антенно-волноводных систем систем для РЛС
- орден Ленина
- орден «Знак Почёта»
- восемь медалей

## Работы
Г. З. Айзенберг — автор 53 авторских свидетельств и 60 научных работ, в том числе монографий:
- «Антенны для магистральных радиосвязей» (1948) (переиздана в Германии и Китае);
- «Антенны ультракоротких волн» (1957);
- «Коротковолновые антенны» (1962);
- «Пассивные ретрансляторы для радиорелейных линий» (1973);
- «Антенны УКВ» (1977).

Ряд книг Г. З. Айзенберга стали настольными для советских специалистов.